# Pietrasze (Świętajno)
Pietrasze (deutsch Pietraschen, 1938 bis 1945 Petersgrund, Gut) ist ein Ort in der polnischen Woiwodschaft Ermland-Masuren und gehört zur Landgemeinde Świętajno (Schwentainen) im Powiat Olecki (Kreis Oletzko, 1933 bis 1945 Kreis Treuburg).

## Geographische Lage
Pietrasze liegt im nördlichen Osten der Woiwodschaft Ermland-Masuren, 24 Kilometer nordwestlich der einstigen Kreisstadt Lyck (polnisch Ełk) und 27 Kilometer östlich der heutigen Kreismetropole Giżycko (Lötzen).

## Geschichte
Bei dem 1898 erstmals erwähnten Pietraschen handelt es sich um ein Gut innerhalb des gleichnamigen und 1550 gegründeten Dorfes.
Das Dorf Pietraschen (polnisch Pietrasze) und das Gut Pietraschen sind heute eigenständige Orte, wobei zwischen ihnen, die sie seinerzeit zum Kreis Lyck gehörten, jetzt die Gemeinde- und Kreisgrenze zwischen Wydminy (Widminnen) im Kreis Giżycko (Lötzen) und Świętajno (Schwentainen, 1938 bis 1945 Altenkirchen) im Kreis Olecko (Oletzko/Treuburg) verläuft.
Über die Muttergemeinde Pietraschen gehörte das Gut Pietraschen zwischen 1874 und 1945 zum Amtsbezirk Gorlowken (polnisch Gorłówko), der – 1939 in „Amtsbezirk Gorlau“ umbenannt – dem Kreis Lyck im Regierungsbezirk Gumbinnen (1905 bis 1945: Regierungsbezirk Allenstein) in der preußischen Provinz Ostpreußen zugeordnet war.
Am 3. Juni 1938 erhielt Pietraschen die Umbenennung in „Petersgrund (Ostpreußen)“.
In Kriegsfolge kamen Dorf und Gut mit dem gesamten südlichen Ostpreußen 1945 zu Polen. Beide erhielten die polnische Namensform „Pietrasze“, wobei sich ihre Wege trennten und das ehemalige Gut nun eine eigenständige Ortschaft im Verbund der Landgemeinde Świętajno (Schwentainen) wurde, dabei vom Kreis Lyck in den Powiat Olecki „gewechselt“.

## Religionen
Das Gut Pietraschen war bis 1945 über die gleichnamige Muttergemeinde in die evangelische Kirche Orlowen (1938 bis 1945 Adlersdorf, polnisch Orłowo) in der Kirchenprovinz Ostpreußen der Kirche der Altpreußischen Union und in die katholische Kirche St. Adalbert Lyck (polnisch Ełk) im Bistum Ermland eingepfarrt.
Heute gehört Pietrasze zur evangelischen Kirchengemeinde Wydminy, einer Filialgemeinde der Pfarrei Giżycko in der Diözese Masuren der Evangelisch-Augsburgischen Kirche in Polen bzw. zur katholischen Kirche St. Kasimir Orłowo im Bistum Ełk der Römisch-katholischen Kirche in Polen.

## Verkehr
Pietrasze liegt verkehrsgünstig an der Woiwodschaftsstraße DW 655, die die beiden Kreise Giżycko (Lötzen) und Olecko (Oletzko/Treuburg) in der Woiwodschaft Ermland-Masuren mit dem Kreis Suwałki in der Woiwodschaft Podlachien verbindet. 